# John Niven

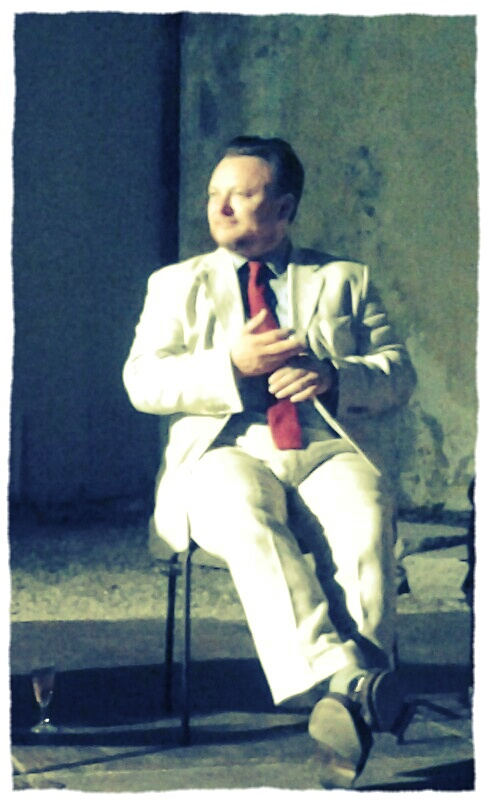
John Niven (2014)

John Jeffrey Niven (* 1. Mai 1966 in Irvine, North Ayrshire) ist ein britischer Autor.

## Leben
Mit seinem Bruder und seiner Schwester wuchs John Niven an der schottischen Westküste auf. Er besuchte die University of Glasgow bis 1991 und arbeitete danach bei verschiedenen Plattenfirmen, später bei PolyGram im Marketing und als A&R-Manager. Als Manager bei London Records lehnte er 1997 die Band Coldplay mit der Begründung ab, sie wären „Radiohead für Trottel“. 2002 verließ er die Plattenindustrie, um sich dem Schreiben zu widmen. Niven lebt heute im englischen Buckinghamshire.

## Werk
2005 erschien sein Erstlingswerk Music from Big Pink. In dieser in der zweiten Hälfte der 1960er Jahre spielenden, auf wahren Begebenheiten und Personen beruhenden Novelle beschreibt er die Entstehung des legendären Albums Music from Big Pink von The Band aus der Sicht eines kleinen, fiktiven Drogendealers, der damals im Umfeld von Bob Dylan und The Band lebte. Im Nachwort der deutschen Ausgabe schreibt Niven, dass Robbie Robertson, der Gitarrist der Band, über das Buch gesagt haben soll: „Ist der Typ etwa dabei gewesen?“ Mit seinem Roman Kill your friends, in dem John Niven, der selbst auch Gitarre spielt, seine Erfahrungen als A&R-Manager in der Musikindustrie aufarbeitete, schaffte er seinen Durchbruch. In der Folge erschienen seine Werke auch in deutscher Übersetzung beim Heyne Verlag.
Seinen 2012 erschienenen religionskritischen Roman Gott bewahre hat John Niven vor Veröffentlichung auf Druck der Verlage entschärft.
2015 erschien nach Nivens gleichnamigem Roman von 2008 von Regisseur Owen Harris mit Nicholas Hoult in der Hauptrolle der Film Kill your friends und wurde zur Eröffnung des Fantasy Filmfest 2015 gezeigt. In dem Film ist Moritz Bleibtreu in einer Nebenrolle zu sehen.

### Bücher
- 2005 Music from Big Pink. Continuum International Publishing Group, ISBN 978-0-826-41771-8.
  - dt. Music from Big Pink, Heyne Verlag, München 2012, ISBN 978-3-453-67622-0.
- 2008 Kill your friends. William Heinemann, ISBN 978-0-434-01799-7.
  - dt. Kill your friends, Heyne Verlag, München 2008, ISBN 978-3-453-67544-5.
- 2009 The Amateurs. William Heinemann, ISBN 978-0-434-01798-0.
  - dt. Coma, Heyne Verlag, München 2009, ISBN 978-3-453-67577-3.
- 2011 The Second Coming. William Heinemann, ISBN 978-0-434-01956-4.
  - dt. Gott bewahre, Heyne Verlag, München 2012, ISBN 978-3-453-67597-1.
- 2012 Cold Hands. William Heinemann, ISBN 978-0-434-02212-0.
  - dt. Das Gebot der Rache, Heyne Verlag, München 2013, ISBN 978-3-453-67584-1.
- 2013 Straight White Male. William Heinemann, ISBN 978-0-434-02209-0.
  - dt. Straight White Male, Heyne Verlag, München 2014, ISBN 978-3-453-26848-7.
- 2015 Sunshine Cruise Company, William Heinemann, ISBN 978-0-434-02318-9.
  - dt. Old School, Heyne Verlag, München 2015, ISBN 978-3-453-26945-3.
- 2017 No Good Deed, William Heinemann, ISBN 978-0-434-02329-5.
  - dt. Alte Freunde, Heyne Verlag, München 2017, ISBN 978-3-453-26944-6.
- 2018 Kill 'Em All,  William Heinemann, ISBN 978-1-785-15157-6
  - dt. Kill 'Em All, Heyne Verlag, München 2019, ISBN 978-3-453-27157-9.
- 2020 The F*ck-It List, William Heinemann, ISBN 978-0-434-02326-4
  - dt. Die F*ck-it-Liste, Heyne Verlag, München 2020, ISBN 978-3-453-26847-0.
- 2024 O Brother, Canongate Books, ISBN 978-1-805-30058-8
  - dt. O Brother, btb, München 2024, ISBN 978-3-442-76248-4.

Alle bisher auf Deutsch erschienenen Ausgaben wurden von Stephan Glietsch übersetzt.

### Verfilmungen
- Cat Run, 2011 (Drehbuch)
- Kill Your Friends, 2016[7]
- Supervized, 2019 (Drehbuch)
- Johanna – eine (un)typische Heldin, 2019 (Drehbuch)